# Плотниково (Томский район)
Пло́тниково — деревня в Томском районе Томской области. Входит в состав Мирненского сельского поселения.

## География

### Местоположение
Деревня расположена приблизительно в километре от аэропорта Богашёво.

### Улицы
Улицы: Болтовского. Кедровая, Кучумова, Рабочая, Соколова;
Переулок: Молодёжный.

## Местное самоуправление
Глава сельского поселения — Александр Викторович Журавлёв.

## Население
| 2002 | 2008 | 2009 | 2010 | 2011 | 2012 | 2013 |
| ---- | ---- | ---- | ---- | ---- | ---- | ---- |
| 159  | ↘120 | ↘116 | ↗131 | →131 | ↘128 | ↗130 |
| 2014 | 2015 | 2021 |      |      |      |      |
| ↗138 | ↗141 | ↗155 |      |      |      |      |

## Транспорт
Через деревню проходит маршрут пригородного автобуса № 510, следующего рейсом Томск—Басандайка.